# Halicardia perplicata
Halicardia perplicata är en musselart som först beskrevs av Dall 1890.  Halicardia perplicata ingår i släktet Halicardia och familjen Verticordiidae. Inga underarter finns listade i Catalogue of Life.